# Vuelo 120 de UTair
El vuelo 120 de UTair Aviation fue un vuelo de cabotaje regular entre las ciudades de Tyumen y Surgut, en Rusia. El 2 de abril de 2012 el ATR 72-201 que operaba el vuelo se estrelló poco después de despegar del Aeropuerto Internacional de Tyumen-Roschino, falleciendo 33 de las 43 personas a bordo.
La investigación llevada a cabo por el MAK ruso reveló que la aeronave no había sido descongelada antes de su despegue, a pesar de que había estado estacionada durante horas en condiciones de nieve. La tripulación del vuelo sabía que el hielo y la nieve se habían acumulado en el avión, pero decidieron no descongelarlo.

## Aeronave

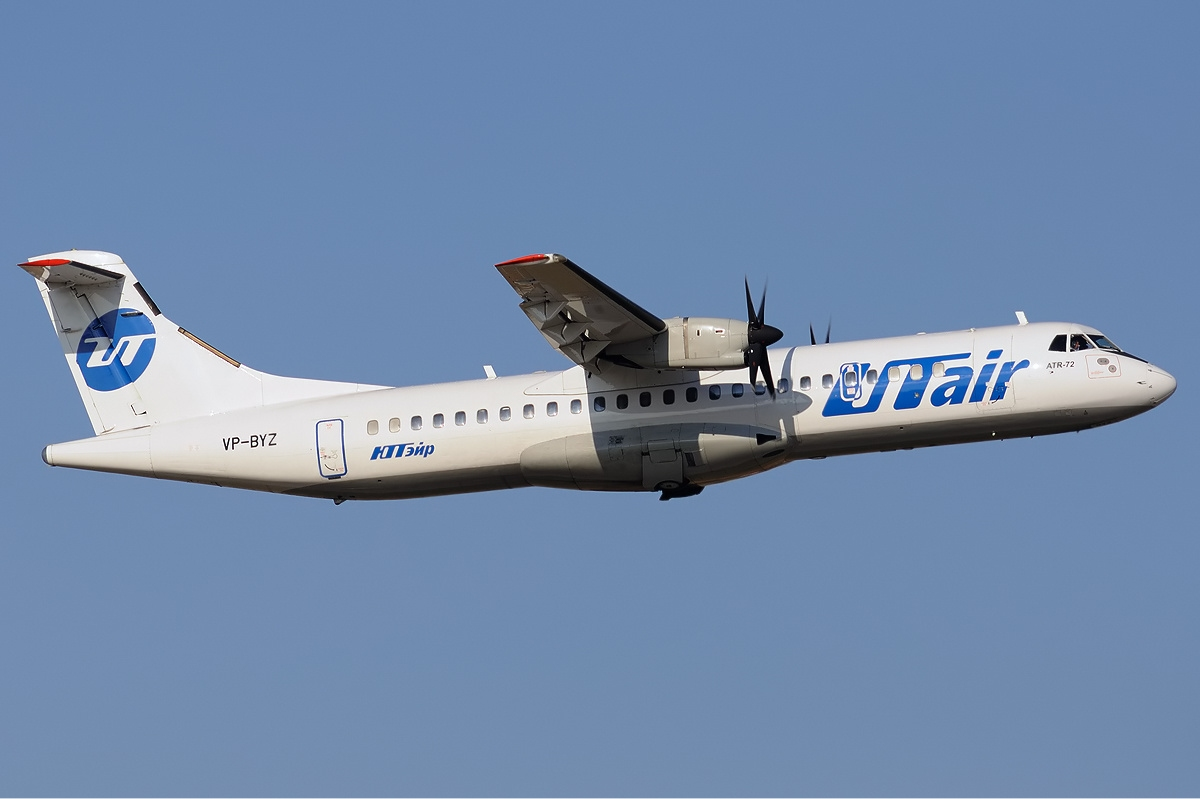
Imagen de la aeronave accidentada, año 2009.

La aeronave involucrada era un ATR 72-201 de fabricación francesa, registrado en Bermuda con matrícula VP-BYZ. La aeronave, cuyo número de serie era el 332, fue fabricada en 1992 y realizó su primer vuelo el 20 de octubre de ese año. El 16 de diciembre se entregó a TransAsia Airways, y posteriormente sirvió con Finnair y Aero Airlines hasta 2009, cuando fue comprado por UTair Aviation.

## Accidente
El avión se estrelló poco después de haber despegado del Aeropuerto Internacional de Tyumen-Roschino. El accidente ocurrió a las 05:35 Hora local (01:35 UTC), a poco más de una milla al suroeste del final de la pista del aeropuerto, cerca del vecindario de Gorkovka. La tripulación intentó un aterrizaje de emergencia en un parque a una milla del aeropuerto, pero no tuvieron éxito. El avión se partió en dos partes, según informaron canales de televisión rusos, la mayoría de los supervivientes se encontraban en la parte delantera de la aeronave. Los grupos de rescate recuperaron las cajas negras poco después del accidente. 
Después de que los supervivientes llegasen a los hospitales, cuatro fueron puestos en la unidad de cuidados intensivos, mientras que otros ocho fueron sometidos a operaciones quirúrgicas poco después de su llegada. La mayoría presentan traumas, fracturas y quemaduras graves. Entre los muertos se encuentra el miembro del Consejo de Administración de Surgutneftegas Nikolai Medvedev. También se encuentran los tripulantes Sergei Anstin (Capitán, 27 años de edad), Nikita Chekhlov (Copiloto, 24 años de edad), Marina Berdikovna (Asistente de vuelo) y Liubov Boldireva (Asistente de vuelo). El capitán Anstin regresaba a Surgut, su ciudad natal, para celebrar su cumpleaños número 28 al día siguiente, mientras que el copiloto iba a casarse en menos de un mes.

## Investigación

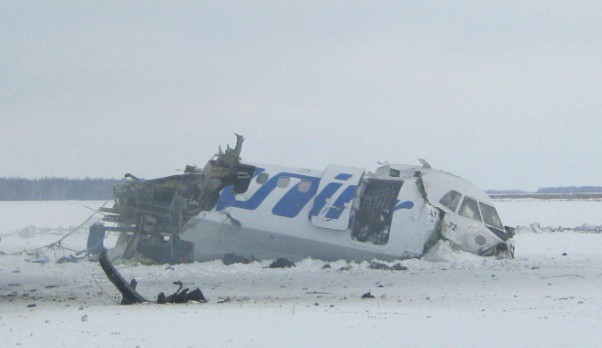
Restos del avión accidentado.

Actualmente no se ha iniciado ninguna investigación, pero las autoridades rusas han interrogado a los controladores aéreos y estos han indicado que la comunicación con el avión se perdió pocos minutos después del despegue. Las autoridades recuperaron las cajas negras horas después del accidente.
El especialista en accidentes aéreos, Alan Covián de México, cree que se trató de una posible falla mecánica combinada con acumulación de hielo. Dice que por el impacto es posible que el piloto haya tenido control en la aeronave los últimos segundos, y trató de subir la nariz para salvar la aeronave, pero sus esfuerzos fueron en vano.

## Reacciones
Como consecuencia del accidente, la entrega del premio Alas de Rusia, que se celebra anualmente fue cancelada. Este premio es entregado a la mejor línea aérea de Rusia.